# Akcja Francuska
Akcja Francuska (fr. Action Française) – francuski skrajnie prawicowy (nacjonalistyczny i monarchistyczny) ruch ideowo-polityczny w I poł. XX wieku.

## Geneza
Geneza Action Française sięga tzw. sprawy Dreyfusa, czyli oskarżenia w 1894 r. oficera francuskiej armii pochodzenia żydowskiego o szpiegostwo na rzecz Cesarstwa Niemiec. Wyrokiem sądu wojskowego Alfred Dreyfus skazany został na dożywotni karny obóz na „Diabelskiej Wyspie” w Gujanie Francuskiej. W 1898 r. doszło do rewizji jego procesu, która doprowadziła do gwałtownej polaryzacji politycznej społeczeństwa francuskiego. Podziały przebiegały, do pewnego stopnia, między prawicowymi, monarchistycznymi i klerykalnymi kręgami społeczeństwa a środowiskami lewicowymi, republikańskimi i laickimi.

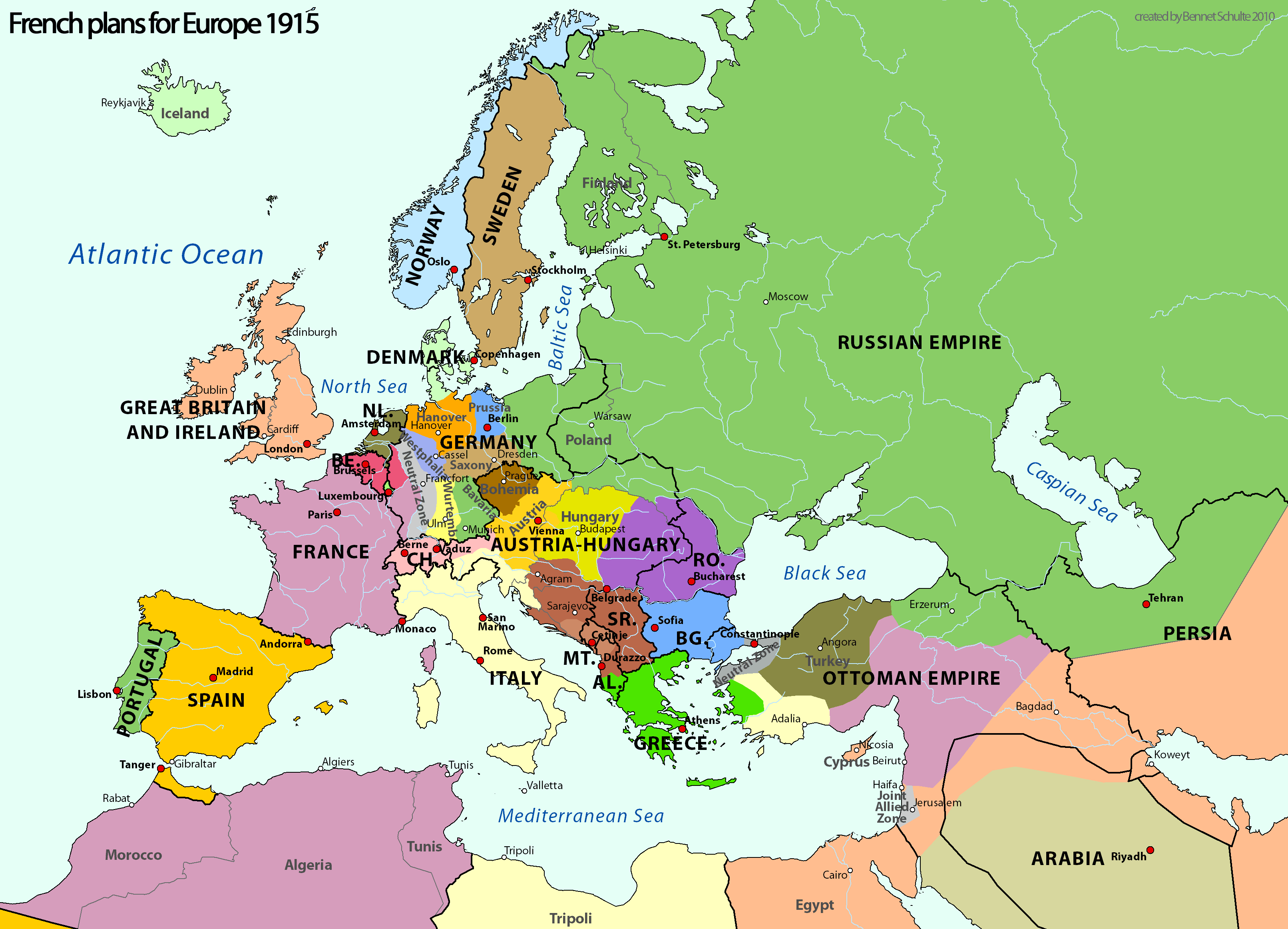
Mapa planu Europy po I wojnie światowej według Akcji Francuskiej (1915)

## Początki działalności
Część przeciwników rewizji procesu o przekonaniach nacjonalistyczno-katolickich (Henri Vaugeois, Maurice Pujo) utworzyła 8 kwietnia 1898 r. Komitet Akcji Francuskiej (Comité d’action Française). Domagali się oni obalenia republiki i wprowadzenia „rządu autorytarnego”, który powinien być zorganizowany na wzór ancien régime’u. Przełomowym wydarzeniem było przystąpienie do Komitetu pisarza rojalistycznego Charles’a Maurras’a, który uważał, że jedyną gwarancją odbudowania siły i autorytetu państwa oraz zachowania ciągłości tradycji francuskiej jest przywrócenie monarchii. Latem 1901 r. Komitet przybrał oficjalnie charakter monarchistyczny, nawiązując kontakt z księciem Filipem Orleańskim, uważanym za pretendenta do tronu francuskiego. Na początku XX w. AF nawiązała współpracę z tzw. „żółtymi” (Jaunes) związkami zawodowymi, tworząc wspólnie z syndykalistami klub dyskusyjny Cercle Proudhon.

## Liga Akcji Francuskiej
14 stycznia 1905 r. Komitet Akcji Francuskiej przekształcił się w Ligę Akcji Francuskiej (la Ligue d’action Française) pod przewodnictwem H. Vaugeois. Kolejnymi jej szefami byli: Bernard de Vésins (wystąpił z Ligi w 1931 r., zakładając Société Française), admirał Antoine Schwerer (zmarł w 1936 r.), François de Lassus (poległ w wojnie z Niemcami w czerwcu 1940 r.) i M. Pujo. W 1906 r. powstał z inicjatywy Léona de Montesquiou, sekretarza generalnego Ligi, Instytut Akcji Francuskiej (l`Institut d’action Française), kierowany przez historyka Louisa Dimiera. Instytucja prowadziła głównie badania naukowe nad myślą rojalistyczną. Utworzono także młodzieżową przybudówkę Ligi pod nazwą Federacja Studentów Akcji Francuskiej (Fédération des étudiants d’action Française) i organizację paramilitarną – Kameloci Króla (Camelots du Roi), na czele których stał rzeźbiarz Maxime Réal del Sarte. Najważniejszym instrumentem politycznego oddziaływania Ligi był założony 21 marca 1908 r. dziennik „L’action Française”, redagowany przez Ch. Maurras’a. Została w nim opublikowana deklaracja programowa Akcji Francuskiej podpisana m.in. przez pisarza Léona Daudeta i historyka Jacques’a Bainville’a. Tworzyli oni wraz z Ch. Maurasem kierowniczy „triumwirat inteligencji”.
Apogeum działalności politycznej i intelektualnej Akcji Francuskiej przypadło na lata 1914–1924. Prowadzono wówczas czasowo współpracę z prawicą republikańską (R. Poincaré, A. Millerand), a 21 jej członków zasiadało w Izbie Deputowanych. Współdziałanie zakończyła dopiero seria skrytobójczych mordów na działaczach ruchu (szef Kamelotów M. Plateau, skarbnik Ligi E. Berger, 15-letni syn L. Daudeta – Filip). Władze francuskie od końca lat 20. zaczęły zwalczać Akcję Francuską. W 1927 r. aresztowano L. Daudeta, który został skazany na karę 5 miesięcy więzienia za oskarżenia pod adresem policji o współudział w zamordowaniu syna. W 1937 r. ponownie skazano go na 4 miesiące więzienia za zdemaskowanie tolerowanej przez rząd Frontu Ludowego kontrabandy broni dla hiszpańskich republikanów. W tym samym roku skazany został też Ch. Maurras. Natomiast 14 lipca 1936 r. rząd wydał dekret delegalizujący Akcję Francuską wraz z „kamelotami” i organizacją studencką; nie przerwało to jednak działalności ruchu. Jednocześnie w 1937 r. doszło do konfliktu działaczy Akcji Francuskiej z popieranym przez nią Domem Orleańskim, spowodowanym ich antyliberalizmem. W rezultacie w listopadzie od ruchu odciął się przywódca orleanistów książę de Guise i delfin Henryk książę Orleański.

## Stosunki ze Stolicą Apostolską
Akcja Francuska cieszyła się uznaniem zdecydowanej większości członków Episkopatu Francji, sprzyjali jej także kardynałowie: Merry del Val, Gaetano De Lai i prymas Belgii Désiré-Joseph Mercier. Współpracowali z nią bezpośrednio m.in.: Louis Billot, jezuita, profesor Uniwersytetu Gregoriańskiego w Rzymie, Dom Besse OSB, R. Garrigou-Lagrange OP, Le Floch SJ, rektor seminarium francuskiego, Pie de Langogne, kapucyn i H. de Clérissac AA. Uważali oni, że atakując nieubłaganie „prześladowczą republikę” i „masońską demokrację”, Action Française oddała „nieocenione usługi Kościołowi”. Początkowo wielkim jej orędownikiem był również papież Pius XI. W swym programie Liga Akcji Francuskiej miała wiele elementów, które były w Watykanie wysoko cenione. Papież uważał, że to właśnie Francja jest źródłem tzw. modernizmu katolickiego, któremu wydał ostrą i bezpardonową walkę. Teorię spisku modernistycznego w Kościele przedstawiała Action Française m.in. w swoim organie publikacyjnym.
Wkrótce jednak stosunki ze Stolicą Apostolską zaczęły się psuć. Powodem było zdecydowanie antyniemieckie stanowisko Akcji Francuskiej, komplikujące stosunki Watykanu z katolikami niemieckimi, instrumentalne traktowanie religii w jej programie oraz groźby ze strony lewicy francuskiej wznowienia prześladowań Kościoła. Pretekstem natomiast okazał się fakt agnostycyzmu Ch. Maurassa. Pierwsza próba potępienia Akcji Francuskiej miała miejsce w 1913 r., kiedy biskup Fréjus Guillibert nałożył na jej działaczy ekskomunikę. Wówczas papież Pius X, który nazywał Ch. Maurassa „dzielnym obrońcą Wiary i Kościoła”, występował w jego obronie, sprzeciwiając się publicznemu potępieniu. Przyznał, że pisma Ch. Maurassa były „damnabilis, non damnandus”, czyli na potępienie zasługujące, lecz na to nie przeznaczone. Jednocześnie zakazał jakichkolwiek działań przeciwko Akcji Francuskiej. Sprawa postępowania w Świętym Oficjum ciągnęła się jeszcze przez pewien czas, lecz w 1914 r. została zawieszona przez papieża.
Kolejny konflikt miał miejsce w poł. lat 20., kiedy najpierw arcybiskup Bordeaux i kardynał Andrieu, a następnie 27 grudnia 1926 r. sam papież Pius XI potępili działalność Akcji Francuskiej. Nakazano wpisanie dziennika „L’action Française „ i 7 książek Ch. Maurras’a na Indeks ksiąg zakazanych. Sankcje kościelne obejmowały pod karą ekskomuniki również zakaz przynależności katolików do Ligi Akcji Francuskiej, prenumerowania dziennika, a przede wszystkim udzielania sakramentów świętych i katolickiego pogrzebu; nawet małżeństwa członków i sympatyków ruchu mogły być błogosławione tylko w zakrystiach. Według obrońców Akcji Francuskiej jej potępienie było efektem „intrygi modernistów i liberałów”, przez których Pius XI został „wprowadzony w błąd”. Dopiero po długich staraniach wielu mediatorów i kilkakrotnej wymianie korespondencji pomiędzy Piusem XI a Ch. Maurrasem, ekskomunika została cofnięta 1 lipca 1939 r. już za pontyfikatu Piusa XII.

## Francja Vichy
Po najeździe Niemiec na Francję i utworzeniu w czerwcu 1940 r. Państwa Francuskiego pod przewodnictwem marszałka Philippe’a Pétaina, Ch. Maurras generalnie poparł politykę kolaboracji z okupantami, aczkolwiek w ograniczonym charakterze. Z jednej strony rozumiał konieczność ograniczonej współpracy dla uchronienia Francji przed „polonizacją”, przeciwstawiał się jednak zdecydowanie kolaboracji aktywnej, nawet w sferze antykomunistycznej. Upadek Republiki i Rewolucję Narodową (Révolution nationale) marszałka P. Pétaina, dokonywaną pod hasłami: „Praca - Rodzina - Ojczyzna”, przyjął jako „boską niespodziankę”, umożliwiającą odrodzenie tradycyjnych wartości francuskich.
Główni przywódcy Akcji Francuskiej, Ch. Maurras i L. Daudet, nie brali udziału w życiu publicznym Francji Vichy, wydając jedynie w Lyonie dziennik „L’Action Française”, w którym przeciwstawiali się zarówno polityce proniemieckiej, jak też proalianckiej. Inni, jak M. Pujo i G. Calzant, byli nawet – z powodu działalności podziemnej – więzieni przez Niemców i torturowani. Część natomiast zaangażowała się w działalność publiczną w Państwie Francuskim (H. Massis, twórca jego konstytucji – R. Alibert, doradca i autor przemówień P. Pétaina – R. Gillouin). Datą symboliczną dla dziejów Akcji Francuskiej, kończącą jej działalność, jest dzień 24 sierpnia 1944 r., kiedy wyszedł ostatni numer „L’Action Française”.

## Okres powojenny
Po wyzwoleniu Francji przez wojska alianckie i ustanowieniu nowych władz na czele z gen. Charlesem de Gaullem wielu działaczy Akcji Francuskiej zostało oskarżonych o kolaborację z Niemcami. Charlesa Maurras’a uznano winnym „ideowej inspiracji” Rewolucji Narodowej i skazano na karę dożywotniego więzienia; wyroki otrzymali też m.in. M. Pujo i R. Alibert. Niektórzy padli ofiarą samosądów, zazwyczaj z ręki komunistów, podczas czystki (épuration) lat 1944−1946.

## Program i doktryna Akcji Francuskiej
Akcja Francuska dokonała najpełniejszej syntezy tradycyjnego (monarchistycznego i decentralistycznego) konserwatyzmu z nowoczesnym nacjonalizmem, tworząc doktrynę nacjonalizmu integralnego (nationalisme intégral). Na jej sztandarze Ch. Maurras wypisał hasło „monarchii narodowej, dziedzicznej, antyparlamentarnej i zdecentralizowanej”. Deklaracja programowa, opublikowana w dzienniku „L’action Française”, wzywała do dokonania antyrepublikańskiej „rewolucji w imię porządku”, która naprawi złowrogie skutki wszystkich dotychczasowych rewolucji destrukcyjnych. Zapewniała, że „tylko monarchia może protegować, organizować i umacniać klasę robotniczą, tak jak dawniej wzmocniła burżuazję”. Zapowiadała likwidację centralizmu i przywrócenie przedrewolucyjnych wolności i przywilejów prowincjonalnych. Wzywała „ludzi porządku” i „ludzi postępu” ze wszystkich klas, zawodów i partii, patriotów, nacjonalistów, antydreyfusistów i katolików do jednoczenia się pod sztandarem rojalizmu, obalenia Republiki i proklamowania królem Francji Księcia Orleańskiego. Za głównych przeciwników państwa uważano masonerię, Żydów, protestantów i „meteków” (cudzoziemców), nazywanych „czterema skonfederowanymi stanami wrogów Francji”. Domagano się powrotu do historycznych prowincji Francji, gdyż w myśl „nacjonalizmu integralnego” silny władzą i autorytetem monarcha będzie dostatecznym czynnikiem jednoczącym państwo. W polityce zagranicznej opowiadano się za odzyskaniem Alzacji i Lotaryngii oraz złamaniem potęgi Niemiec.

## Oddziaływanie zagraniczne
Działalność i myśl Akcji Francuskiej oddziaływały na ugrupowania w innych państwach Europy. Najbardziej pokrewnymi, a po części wzorowanymi na niej, ruchami politycznymi były: Włoskie Stowarzyszenie Nacjonalistyczne (Associazione Nazionalista Italiana) Enrico Corradiniego, Integralizm Luzytański (Integralismo Lusitano) António Sardinhy w Portugalii, nacional-catolicismo Akcji Hiszpańskiej (Acción Espanola) Ramiro de Maeztu, frankofoński „helwetyzm” (Ordre et Tradition, Union Helvétique) Marcela Regameya i Gonzague de Reynolda, belgijski „rexizm” (Christus Rex) Léona Degrelle’a. W Rumunii do dorobku Akcji Francuskiej odwoływali się zarówno konserwatywny nacjonalista Alexander Cuza, jak też radykalny nacjonalista, twórca Legionu Michała Archanioła, Corneliu Z. Codreanu. Dyktator Portugalii, António de Oliveira Salazar, nazywał siebie uczniem Ch. Maurassa, zaś caudillo Hiszpanii, Francisco Franco y Bahamonde przyjmował go w 1937 r. z honorami należnymi głowie państwa.
Za swojego „mistrza myślenia” uważali Ch. Maurras’a myśliciele i pisarze: Irving Babbitt, T.E. Hulme, T.S. Eliot. W Polsce do powinowactwa z „maurrasizmem” przyznawali się zarówno monarchiści (Leszek Gembarzewski, Julian Babiński, Stanisław Cat-Mackiewicz), jak też narodowcy-tradycjonaliści z „młodej endecji” (Karol S. Frycz, Jędrzej Giertych).

## Powojenne odniesienia
Po zakończeniu II wojny światowej reanimatorami Akcji Francuskiej byli pastor Henri Boegner, François Daudet i Georges Calzant, którzy w 1947 r. rozpoczęli wydawanie tygodnika „Aspects de la France”.
Do tradycji Akcji Francuskiej odwoływało się bezpośrednio ugrupowanie pod nazwą Restauracja Narodowa (Restauration nationale - Centre de Propagande Royaliste et d’action Française), powstałe pod koniec 1955 r. Główne jego pismo tygodnik „L`Indépendance Française”, a następnie „Aspects de la France” (w 1992 r. powróciło do historycznego tytułu „L’action Française”) redaguje syn Maurice’a Pujo, Pierre Pujo.
W 1971 r. redaktor miesięcznika „Royaliste” Bertrand Renouvin ogłosił powstanie Nouvelle Action Française (w październiku 1978 r. zmieniła nazwę na Nouvelle Action Royaliste) opowiadającą się za demokracją, liberalizmem i integracją europejską.
Na tradycji Akcji Francuskiej bardzo silnie bazują katoliccy tradycjonaliści reprezentowani przez Bractwo św. Piusa X założone przez arcybiskupa Marcelego Lefebvre’a.